# JoJo Billingsley
JoJo Billingsley (* 28. Mai 1952 in Memphis, Tennessee; † 24. Juni 2010 in Cullman, Alabama; eigentlich: Deborah Jo Billingsley, später Deborah Jo Billingsley White) war eine US-amerikanische Sängerin. Bekannt wurde sie als Background-Sängerin für Lynyrd Skynyrd.

## Leben
Deborah Jo White wuchs als jüngstes von sieben Kindern zunächst in Memphis auf. Nach ihrer Geburt zog die Familie nach Senatobia, Mississippi um, wo White den größten Teil ihrer Jugend verbrachte. Sie begann in einer Baptistengemeinde zu singen und wurde mit zwölf Solistin ihres Chors. Nach dem Tod ihres Vaters 1969 begann sie in lokalen Gruppen zu spielen und stieß 1972 zu Oil Can Harry, die ausgedehnt durch die USA tourten. Bob O’Neil, der zu dieser Zeit das Licht für Lynyrd Skynyrd machte, besorgte ihr ein Vorsingen bei Lynyrd Skynyrd. Zusammen mit Cassie Gaines und Leslie Hawkins bildeten sie das Background-Gesangstrio, das unter dem Namen The Honkettes bekannt wurde.
White verließ im August 1977 die Gruppe, kehrte aber zwei Monate später wieder zurück. Nach einem Traum über einen Flugzeugabsturz versuchte sie die Band vor dem Fliegen zu warnen. Am 20. Oktober 1977 stürzte die Privatmaschine von Lynyrd Skynyrd tatsächlich ab und die Mitglieder Ronnie Van Zant, Steve Gaines und Cassie Gaines kamen ums Leben. White war durch Zufall nicht an Bord der Maschine und betrachtete dies als ihr Erweckungserlebnis. Dennoch blieb sie zunächst im Musikbusiness und sang auf dem Album Contraband der kanadischen Band Alias, The Atlantic Rhythm Section, die ein Album mit Billy Joe Royal aufnahmen, und 38 Special. Nachdem sie 1980 backstage attackiert wurde, verließ sie das Musikbusiness.
Sie zog mit ihrem Ehemann Tim White nach Texas und brachte 1983 einen Sohn zur Welt. 1985, nach dem Tod ihrer Tochter, die nur 27 Tage lebte, schloss sie sich der Erweckungsbewegung an und zog 1987 nach Cullman, Alabama. Sie war dort als Pfarrerin und Sängerin aktiv. 1995 trat sie in der Dokumentation Freebird... The Movie auf. Als Lynyrd Skynyrd am 13. März 2006 in die Rock and Roll Hall of Fame aufgenommen wurden, sang White mit den verbliebenen Gruppenmitgliedern.
Am 24. Juni 2010 verstarb Deborah Jo Billingsley White an einer Krebserkrankung.